# Chris Albright
Christopher John Albright (Filadelfia, 14 gennaio 1979) è un dirigente sportivo ed ex calciatore statunitense, di ruolo difensore, direttore generale dell'FC Cincinnati.

## Carriera

### Club
Ha iniziato la sua carriera calcistica nell'University of Virginia, per trasferirsi poi nel D.C. United. Dopo due anni trascorsi a Washington, si trasferisce a Los Angeles, più precisamente nei Galaxy. Nel corso del 2008, firma per New England.

### Nazionale
Ha effettuato il suo esordio in nazionale l'8 settembre 1999, chiamato dal ct Bruce Arena per la partita contro la Giamaica.

## Palmarès

### Club

#### Competizioni nazionali
- MLS Supporters' Shield: 2

DC United: 1999
Los Angeles Galaxy: 2002
- Campionato MLS: 3

DC United: 1999
Los Angeles Galaxy: 2002, 2005
- U.S. Open Cup: 1

Los Angeles Galaxy: 2005

#### Competizioni internazionali
- SuperLiga nordamericana: 1

New England Revolution: 2008

### Individuale
- MLS Best XI: 1

2005